# Кофильня
Кофильня — річка в Україні, у Березнівському районі Рівненської області. Ліва притока Случі, (басейн Прип'яті).

## Опис
Довжина річки приблизно 5,07 км, найкоротша відстань між витоком і гирлом — 2,82 км, коефіцієнт звивистості річки — 1,80. Річка формується декількома безіменними струмками та частково каналізована.

## Розташування
Бере початок на південно-західній околиці села Маринин. Спочатку тече на північний схід через село, там повертає на північний захід і впадає в річку Случ, праву притоку Горині.

## Цікавий факт
- У XIX столітті річка називалася Кохвильня[2].
- На лівому березі річки розташований Надслучанський регіональний ландшафтний парк.